# Bitwa pod Horyszowem Ruskim i Hostynnem
Bitwa pod Horyszowem Ruskim i Hostynnem – walki polskiego 30 pułku piechoty ppłk. Kazimierza Jacynika z oddziałami 1 Armii Konnej Siemiona Budionnego w czasie sowieckiej ofensywy Frontu Południowo-Zachodniego w okresie wojny polsko-bolszewickiej.

## Sytuacja ogólna
Realizując w drugiej połowie sierpnia 1920 roku operację warszawską, wojska polskie powstrzymały armie Frontu Zachodniego Michaiła Tuchaczewskiego. 1 Armia gen. Franciszka Latinika zatrzymała sowieckie natarcie na przedmościu warszawskim, 5 Armia gen. Władysława Sikorskiego podjęła działania ofensywne nad Wkrą, a ostateczny cios sowieckim armiom zadał marszałek Józef Piłsudski, wyprowadzając uderzenie znad Wieprza. Zmieniło to radykalnie losy wojny. Od tego momentu Wojsko Polskie było w permanentnej ofensywie.
Po wielkiej bitwie nad Wisłą północny odcinek frontu polsko-sowieckiego zatrzymał się na zachód od linii Niemen – Szczara. Na froncie panował względny spokój, a obie strony reorganizowały swoje oddziały. Wojska Frontu Zachodniego odtworzyły ciągłą linię frontu już 27 sierpnia. Obsadziły one rubież Dąbrówka – Odelsk – Krynki – Grodno – Grodek - Kamieniec Litewski. Stąd Tuchaczewski zamierzał przeprowadzić koncentryczne natarcie na Białystok i Brześć, by dalej ruszyć na Lublin. Uderzenie pomocnicze na południu miała wykonać między innymi 1 Armia Konna Siemiona Budionnego.
Reorganizując siły, Naczelne Dowództwo Wojska Polskiego zlikwidowało dowództwa frontów i rozformowało 1. i 5. Armię. Na froncie przeciwsowieckim rozwinięte zostały 2., 3., 4. i 6. Armie.
Gdy na północy rozgrywała się wielka bitwa nad Wisłą, na południu 3. i 6 Armia prowadziły w dalszym ciągu ciężkie walki w obronie Lwowa, nad Bugiem i Gniłą Lipą.

## Walki pod Horyszowem Ruskim i Hostynnem
Po zakończeniu bitwy nad Wisłą 30 pułk piechoty został przetransportowany koleją na Lubelszczyznę i podporządkowany ukraińskiej 6 Dywizji płk. Marko Bezruczki. Dowódca dywizji skierował pułk do rejonu Konopne – Werbkowice celem zablokowania oddziałów 1 Armii Konnej Siemiona Budionnego maszerujących w kierunku Zamościa.
Rankiem 31 sierpnia pułk swoim I batalionem opanował Hostynne, a III batalion zajął Werbkowice. W tym czasie II batalion w ugrupowaniu bojowym znajdował się przed Horyszowem Ruskim. Właśnie na niego, zza okolicznych wzgórz, uderzyła sowiecka kawaleria. Batalion odparł zarówno pierwszą szarżę, jak i następną ogniem broni maszynowej. Trzecia szarża, wsparta ogniem taczanek i baterii artylerii konnej, połączona z manewrem oskrzydlającym, okazała się skuteczna i polska obrona została przełamana.
II batalion został rozbity, ciężkie straty poniosła też 2 kompania I batalionu w walce pod Hostynnem.

## Bilans walk
W bitwie pod Horyszowem Ruskim i Hostynnem 30 pułk Strzelców Kaniowskich poniósł klęskę i stracił około 50% swojego stanu osobowego. W liczbach bezwzględnych było to ponad 140 poległych i około 300 rannych. Zginęli między innymi por. Florian Górzyński, ppor. Władysław Kalandyk, ppor. Mieczysław Czechowicz, por. Stefan Pluszczyński i por. Jan Wojtów.